# Gynostemma caulopterum
Gynostemma caulopterum är en gurkväxtart som beskrevs av S.Z. He. Gynostemma caulopterum ingår i släktet Gynostemma och familjen gurkväxter. Inga underarter finns listade i Catalogue of Life.